# Ernst Heinrich (Bürgermeister)
Ernst Heinrich (* 5. Mai 1888 in Alsleben (Saale); † nach 1945) war ein deutscher Kommunalpolitiker der SPD und der NSDAP. Von 1933 bis 1945 war er Oberbürgermeister der Lutherstadt Eisleben in der preußischen Provinz Sachsen.

## Leben und Karriere
Heinrich war zunächst in Alsleben (Saale) kommunalpolitisch als SPD-Mitglied tätig. Er wurde dort zum Bürgermeister gewählt. Zum 1. April 1933 trat er der NSDAP bei (Mitgliedsnummer 1.788.773). Nach der „Machtergreifung“ der Nationalsozialisten wurde er am 20. April 1933 kommissarisch als Oberbürgermeister im Stadtkreis Eisleben eingesetzt. Im darauffolgenden Jahr übernahm er dann definitiv dieses Amt, das er bis zum Ende des Zweiten Weltkrieges innehatte.
Während seiner Amtszeit drangen am 9. November 1938 Angehörige von SA und SS in Zivil in die Synagoge in Eisleben ein und zerstörten den Betraum. Juden wurden misshandelt, jüdisches Eigentum wurde zerstört.
Neben den politischen Gegnern leisteten auch Geistliche Widerstand gegen das von Heinrich vertretene Naziregime, so Pfarrer Johannes Noack von der Bekennenden Kirche, der wegen „Staatshetze“ zu Zuchthaushaft verurteilt wurde, an deren Folgen er 1942 verstarb.